# Luigi Di Maio
Luigi di Maio (Avellino, 6 de juliol de 1986) és un polític italià, diputat de la Legislatura XVII de la República Italiana pel Moviment 5 Estels. És vicepresident de la Cambra de diputats des del 21 de març de 2013, el més jove en la història de la República a ocupar aquest càrrec. El 23 de setembre de 2017 va ser triat en primàries líder del M5I rellevant a Beppe Grillo.

## Trajectòria
Di Maio és el més gran de tres germans: la seva germana és un any més jove i estudia arquitectura, i el seu germà té vuit anys menys. La seva mare és professora d'italià i llatí a una escola secundària i el seu pare un contractista del sector de la construcció.
Di Maio havia treballat com "auxiliar de servei" a la tribuna d'autoritats de l'Estadi de Futbol Sant Paolo de Nàpols, com a tècnic informàtic, comercial i cambrer abans d'arribar a la Cambra de diputats.
Es va inscriure al Moviment 5 Estels el 2007. El 2010 va ser candidat a regidor a l'ajuntament de la seva localitat, on s va obtenir només 50 vots. El 2013 va obtenir un escó al Parlament italià i aquest mateix any va ser nomenat vicepresident de la Cambra dels diputats, convertint-se en el polític més jove a ocupar aquest càrrec en la història d'Itàlia.
Des de la seva elecció com a diputat el 2013 es va convertir a la mà dreta de Beppe Grillo i l'altre fundador del moviment, el desaparegut empresari Gianroberto Casaleggio.
El 23 de setembre de 2013 va ser triat en primàries candidat a primer ministre del M5E per a les eleccions generals previstes a Itàlia el 2018. Va obtenir 30.937 vots sobre els 37.742 emesos a través de la plataforma digital Rousseau, instrument del moviment per comunicar-se i adoptar decisions. El moviment compta amb 130 mil inscrits. Els altres set contrincants eren càrrecs municipals desconeguts.

### Controvèrsia amb França
El gener de 2019 va demanar a la Unió Europea que estudiés "sancions" per a països que "empobreixen Àfrica", com el fet de França amb el franc CFA, considerat una divisa colonial, ja que una moneda tan forta els dificulta exportar els seus productes : "La UE hauria castigar França i a tots els països que, com França, empobreixen Àfrica i acaben per obligar les persones a anar-se'n, perquè el lloc dels africans és Àfrica i no el fons del Mediterrani".